# 瓦尔特 (奥地利)
瓦尔特是奥地利下奥地利州诺因基兴县的一个市镇。总面积29.9平方公里，总人口1575人，人口密度52.7人/平方公里（2005年）。